# ملوك الطوائف (مسلسل)
ملوك الطوائف مسلسل تلفزيوني تاريخي عربي سوري؛ من تأليف وليد سيف وإخراج حاتم علي، أُنتج في 2005، وهو المسلسل الثالث من سلسلة ثلاثية الأندلس التي تحكي عن تاريخ العرب في الأندلس بدءاً من نشأة الخلافة الأموية فيها. سبقه مسلسل صقر قريش، وربيع قرطبة، ولا تتصل هذه المسلسلات الثلاثة إلا في تغطيتها لفترات متعاقبة من التاريخ العربي في الأندلس.
من المثير أن المسلسل ظهر معه في نفس السنة مسلسل آخر يتحدث عن نفس الفترة وهو مسلسل المرابطون والأندلس، بل وظهر أحد الممثلين (محمد عاطفي) في كلا المسلسلين.

## الإطار الزمني للمسلسل
يحكي المسلسل عن الفترة التي عُرفت في التاريخ الإسلامي بزمن ملوك الطوائف بعد سقوط الخلافة الأموية في الأندلس، ونشوء الدويلات الصغيرة المتناحرة في مدن الأندلس العربية: قرطبة، غرناطة، إشبيلية، بلنسية، كما يحكي عن ظهور ونشأة المرابطين في المغرب، وسيطرتهم في النهاية على دويلات ملوك الطوائف صيانة لها من الوقوع في يد قشتالة التي تحالف معها الكثيرون من ملوك الطوائف. ويبدأ بانتهاء الخلافة الأموية، وظهور حكم الجماعة، منتهياً بخروج المعتمد بن عباد منفياً إلى أغمات مع أسرته.

## حبكة المسلسل
تبدأ حبكة المسلسل بسقوط الخلافة الأموية في الأندلس، بعد انتهاء الدولة العامرية التي أسسها محمد بن أبي عامر المنصور في خلافة هشام المؤيد بالله الأموي. وظهور الدويلات الأندلسية، ومحاولة كل منها الاستئثار بإحدى مدن الخلافة الأموية، ومع مخططات بني عباد للاستيلاء على بقية الدويلات وبسط نفوذهم على الأندلس، فيستعين لذلك المعتضد بن عباد (أيمن زيدان) بخلف الحصري أحد مجانين السوق (خالد تاجا) لشبهه الشديد بالخليفة هشام الذي شاع اختفائه، ولم يتيقن العامة من موته، فيعيده ويحبسه في قصر في إشبيلية ويطالب بقية الدويلات بالبيعة له، فعارضه بنو جهور الذين ملكوا قرطبة، غير أن الوزير ابن زيدون (جمال سليمان) جادل أبا الحزم بن جهور صاحب قرطبة حتى يقبل ببيعة هشام المزعوم ما أحنقه عليه فجفاه.
يُظهر المسلسل حالة الأندلس الممزقة ذلك الحين، والفوضى التي تقع فيها، والوشايات والمؤامرات بين ملوك الطوائف. كما يشير إلى قصة ولادة بنت المستكفي (سوزان نجم الدين) وابن زيدون الذي كان يؤم مجلسها، ويتنافس على حبها مع الوزير ابن عبدوس. يُشدد المسلسل على فكرته الرئيسية «إن الطغاة كانوا دائماً شرط الغزاة» عن طريق جوقة من رجال ونساء تنتقل بين الأحداث والمدن مرددة هذه العبارة، وتتنتقل الأحداث معها.
يتخلص المعتضد من خلف الحصري بتسميمه بعد موت أبيه القاضي ابن عباد، ويتولى إشبيلية بعده فيعزل الجماعة، ويقيم سلطاناً جديداً، يستقبل فيه ابن زيدون الهارب من قرطبة بعد أن طال حبسه فيها بتهمة كاذبة دبرها له أبو الحزم بن جهور ليتخلص منه بعد أن صنفه من أعداء الدولة لاتصاله ببني عباد الذين استمالوه إليهم لمكانته الكبيرة كشاعر. وفي ذلك الحين يظهر عبد الله بن ياسين (عبد الرحمن أبو القاسم) في بلاد المرابطين ويبدأ المرابطون في الظهور كقوة ضاربة في المغرب، وبعد عدد من القادة تنتهي زعامة المرابطين إلى يوسف بن تاشفين (فادي صبيح) الفاتح الأعظم، وذلك بعد زوال عهد المعتضد وظهور دولة المعتمد بن عباد الذي يتحالف مع المرابطين في معركة الزلاقة ليدرأ ملك قشتالة ألفونس السادس أو أدفونش كما يسميه العرب، غير أنه ينتهي بالتحالف مع أدفونش كما فعل ملوك الطوائف خوفاً من سلطان المرابطين، فيخلعه المرابطون، وينفونه إلى المغرب حيث ينتهي في أغمات مع زوجته اعتماد الرميكية (سلاف فواخرجي) وبناته بعد أن بدل العز ذلة، وينتهي المسلسل بعد وفاته عند ضريحه.

## رؤية المسلسل الفنية
يعتمد المسلسل على الجوقة التاريخية لتأكيد فكرته الرئيسية، ويأخذ صورة بانورامية للأندلس في ذلك الوقت، فرغم التأكيد على الشخصيات الرئيسية في العمل، إلا أنه يقدم رؤية متكاملة لمختلف دويلات الأندلس، ويحاول رسم صورة دقيقة للحياة الأندلسية في ذلك الوقت، كما أن مخرج العمل حاتم علي اعتمد على حلول بصرية مميزة في الدراما العربية ليُقدم من خلالها لمحات إلى جوهر الأحداث والشخصيات، ويُخلد عبارات ولحظات التاريخ. فميز بعض العبارات المؤثرة، وبعض الشخصيات بتلوينها بلون الصور العتيقة. وفي نهاية المسلسل، انتقل في الزمن إلى 2005 ليقدم ضريح المعتمد بن عباد وزوجته اعتماد الرميكية في أغمات على أطراف مراكش.

## الممثلون
ترتيب الممثلين وتمييزهم تبع لشارة المسلسل:
 البطولة:
- جمال سليمان في دور ابن زيدون.
- أيمن زيدان في دور المعتضد بن عباد.
- تيم حسن في دور المعتمد بن عباد.
- سلاف فواخرجي في دور اعتماد الرميكية.
- سوزان نجم الدين في دور ولادة بنت المستكفي.
- محمد مفتاح في دور ابن عمار.

 الممثلون الآخرون:
- نادين سلامة - محمد آل رشي - ديما قندلفت - كناز سالم - كفاح الخوص - مكسيم خليل - خالد القيش - سوسن أرشيد - جمال شقير - يحيى بيازي.
- نجاح سفكوني في دور باديس.
- وائل رمضان في دور ألفونسو.
- فادي صبيح في دور يوسف بن تاشفين.

ضيوف الشرف:
- خالد تاجا في دور خلف الحصري.
- حسن عويتي في دور أبو الفتوح.
- عبد الرحمن آل رشي في دور أبو القاسم بن عباد.
- عبد الرحمن أبو القاسم في دور عبد الله بن ياسين.
- محمود خليلي - مفيد أبو حمدة - رياض وردياني - ناصر وردياني - يوسف المقبل - محمد مصطفى - إياد أبو الشامات - رنا الأبيض.
- باسم قهار في دور ابن عبدوس.

###### من المغرب:
حنان زهدي - محمد عاطفي - إدريس الروخ - محمد الخلفي - مصطفى تاه تاه - محمد الطالب - محمد عياد - محمد تلهيسي - عبد المجيد فنيش - عبد الكبير الرجاجنة - عادل لوشكي - ربيع القاضي - هشام إسماعيلي - مصطفى هواري.

## طالع كذلك
- ملوك الطوائف (فترة تاريخية).
- معركة الزلاقة.
- صقر قريش.
- ربيع قرطبة.

## وصلات خارجية
- ملوك الطوائف على مركز تلفزيون الشرق الأوسط.
- ملوك الطوائف...رسائل سياسية وفكرية متمثلة بواقعنا المعاصر - جريدة الرياض.